# ستيفن بال
ستيفن بال (5 مايو 1965 في المملكة المتحدة - )  (بالإنجليزية: Stephen Ball)‏ هو لاعب كريكت بريطاني. لعب مع نادي مقاطعة دورهام للكريكت ‏ وDurham Cricket Board ‏.